# هوارد باين
هوارد باين (بالإنجليزية: Howard Bayne)‏ مواليد 28 يوليو 1942، هو لاعب كرة سلة أمريكي. بدأ مسيرته الاحترافية في سنة 1966. تم اختياره من قبل فريق واشنطن ويزاردز خلال الدرافت. حمل الرقم 50. بلغ طوله 6 قدم 6 بوصة (2.0 م). اعتزل اللعب في 1967.

## روابط خارجية
- هوارد باين على موقع سبورتس رفرنس (الإنجليزية)
- هوارد باين على موقع كلية كرة السلة في سبورتس رفرنس.كوم (الإنجليزية)
- هوارد باين على موقع ريلجم (الإنجليزية)
- هوارد باين على موقع بروبوليرز (الإنجليزية)